# مسجد جامع دماوند
مسجد جامع دماوند در شرق شهر دماوند مشرف به شهر در موقعیتی که مسجد جامع فعلی قرار گرفته، واقع شده بود. مسجد جامع فعلی بر روی مسجد قدیمی بنا شده این مسجد در فهرست آثار ملی ایران با شماره ۲۳۰ به ثبت رسیده‌است.

## سابقه تاریخی مسجد
شواهد و آثار باقیمانده، نشانگر آن است که مسجد عتیق دماوند به دوره سلجوقیان بازمی‌گردد، اما با توجه به اینکه در منطقه دماوند بارها زلزله رخ داده و بنای مسجد جامع آسیب دیده و تعمیر و مرمت شده، به احتمال مسجد پایه و اساسی قدیمی تر داشته‌است و احتمال تغییر کاربری آن از آتشکده به مسجد با توجه به شواهدی از جمله جهت تقریبی محراب به سمت قبله و دیوار جنوبی به جهت این که محراب به سوی قبله باشد، دیوار آن نامنظم ساخته شده‌است. این مسجد به علت تغییرات، تصرفات، تخریب و بازسازی که در سال ۱۳۳۷ انجام گرفت، ارزش تاریخی خود را از دست داده است و فقط مناره مدور آجری و یکی از ستون‌های داخل شبستان و در شرقی مسجد را بر جای گذاشته‌اند که از نظر سبک معماری و قدمت کنده‌کاری، ارزش خود را حفظ نموده است، بر روی منار و در شرقی آثاری از خطوط کوفی و عربی برجای مانده‌است. برخی از تعمیراتی که در مسجد صورت گرفته و قبل از خرابی مسجد بر روی درها و کتیبه‌ها بوده در سال‌های ۸۲۱و ۹۲۷و ۱۰۲۴و ۱۰۸۱ هجری انجام پذیرفته‌است. هم‌اکنون چندی از کتیبه‌ها در مسجد باقی مانده‌است و از سرنوشت سایر کتیبه‌ها از جمله کتیبه‌های دوران سلاجقه و کتیبه مربوط به طاعون زمان فتحعلی شاه اطلاعی در دست نیست.

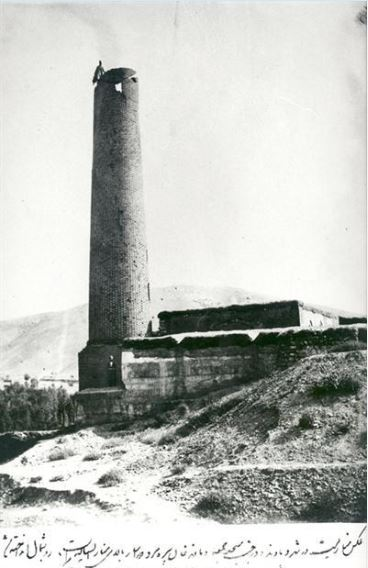
مسجد جامع دماوند در سال ۱۲۸۲

### متن کتیبه سنگی دوره صفویه
متن این کتیبه به شرح زیر است:
«سواد فرمان شاه عباس حکم جهان مطاع شد. آنچه در این وقت شفقت به عنایت شاهان دربارهٔ شیعیان الکا دماوند و خوار و فیروزکوه از ابتدای توشقان ئیل مالوجهات ایشان در رسد یک‌ماهه شهر رمضان سوای توجیهاتی که باجاره داده می‌شود به تخفیف و تصدیق مقرر داشتیم. مستوفیان عظام دیوان اعلی این رقم عطیه را در دفاتر خود ثبت نموده، تغییر و تبدیل به قواعد آن راه ندهد و آنچه تیمول و مواجب همه ساله مقرر بر طرف دانند و آنچه مقرر است حواله می‌شود. مالوجهات شهر مذکور را سال به سال کم نموده تتمه را ارباب حوالات نمایند، تیولداران الکا مذکورات مسطور و مقرر داشته رسد یک‌ماهه شهر مذکور را از تیول خود برطرف دانند و طلبی ننمایند. کلانتر و مدخدایان الکا مذکوره به حقیقت رسیده، اگر سنی در میان شیعیان بوده یا مردم محلی از محلات آن جا باشند تخفیفات آن داده نمی‌شود و نسخه منفتح آن درست داشته به دفتر خانه همایون فرستند که در دفاتر ثبت نمایند و دانسته باشند که اگر پنهان نموده باشند در دنیا بازخواست خواهد شد و در آخرت در خدمت حضرت امیرالمؤمنین امام المتقین شرمنده خواهد بود و تغییرکننده تخفیف مذکور به لعنت الهی و نفرین حضرت رسالت پناهی گرفتار گردد و باید که دستور دوام الشرف را بر سنگ نقش نموده و بر در مسجدجامع نصب نمایندو در دعاگویی دوام دولت قاهره تقصیر نکنند؛ فی شهر شعبان سنه اربع و عشرین و الف.»

### متن کتیبه مفقود شده زمان قاجار
«سنه هزار و دویست و چهل و هفت از تقاضاء سپهر کج رفتار و تأثیر نجوم ثوابت و سایر قهار در اکثر بلاد ایران ناخوشی مرض طاعون حدوث یافت و نخل حیات بسیاری از اهالی آن جا، از پای درآمدند و واقعه هایله به دماوند سرایت نموده و قریب به هزار نفس، بلکه متجاوز از قضیه و قراء داعی حق را لبیک، اجابت گفتند و از آن جمله باعث و ساعی خیرات و مبرات معمار و بانی مساجد و سایر موقوفات مرحمت و غفران از پناه الواصل الی جوار الله و جهل الجنه مثواه اعنی حاجی الحرمین الشریفین حاجی زین العابدین جالکائی المقلب به باباجهد انصاری و ابناء او ابوالقاسم و ابوالحسن و عبدالمناف مع حبیبه و همشیره و هما حاجی خانم و خدیجه خانم با جمعی از متعلقات به جانب خلد برین خرامیدند.»

## نگارخانه

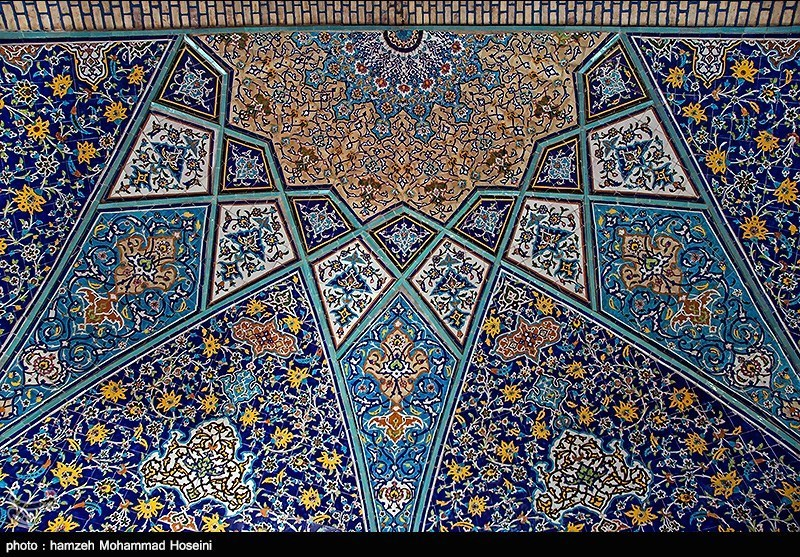
کاشی کاری داخلی
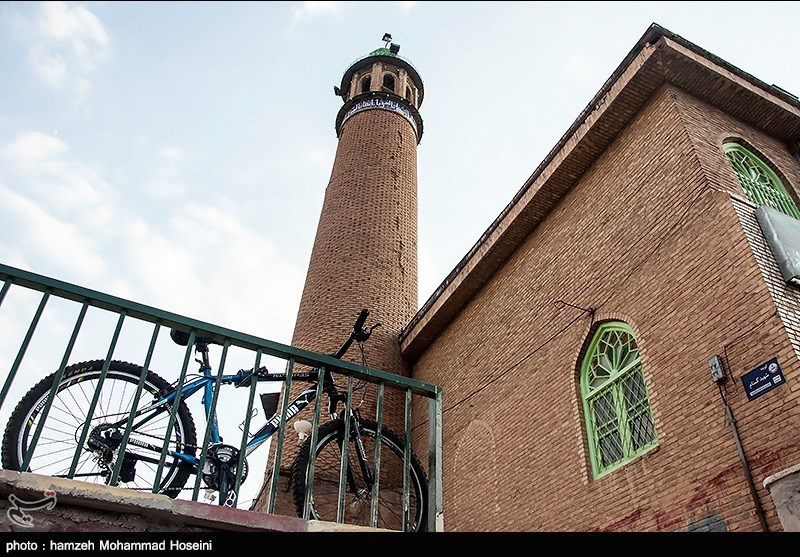
مناره تاریخی مسجد
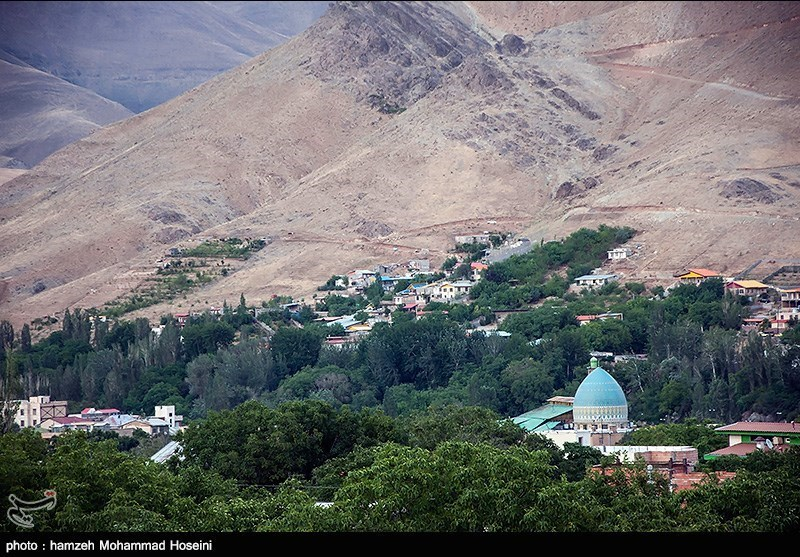
دورنمای مسجد جامع دماوند